# C. Hoare & Co
C. Hoare & Co  è probabilmente l'Istituto bancario inglese più antico a conduzione privata, e nel 2009 operava con circa 2 miliardi di sterline di assets. 

## Storia
Fondata nel 1672 da Sir Richard Hoare, la banca C. Hoare & Co. resta ancor oggi a conduzione familiare ed è attualmente gestita dalla 11ª generazione di discendenti diretti di Hoare.
Originariamente aveva sede a Londra nel Cheapside, ma nel 1690 si spostò a Fleet Street. Nel 1700 guadagnò molto lavorando con la South Sea Company. Tra i suoi clienti annoverò Samuel Pepys, Jane Austen, Lord Byron.
È una delle poche banche inglesi che può vantare 300 anni di operatività e, nonostante tutto, una proprietà indipendente dai grandi gruppi.
La banca offre servizi di private banking e di pianificazione finanziaria; propone  servizi di gestione degli investimenti che includono  prestiti, mutui, conti di risparmio, servizi di investimento e di consulenza nonché servizi fiscali e di pianificazione successoria.
Offre anche servizi personalizzati ed esclusivi che, secondo alcuni analisti, costituirebbero una delle attrattive della banca.
I selezionati clienti della banca sono tipicamente  cittadini molto facoltosi (Hnwi).
C. Hoare e Co. ha attualmente due sedi principali a Londra.